# Psammophora
Psammophora (лат.) — род суккулентных растений семейства Аизовые (Aizoaceae), подсемейства Ruschioideae, произрастающий на территории Намибии и Капской провинции Южно-Африканской Республики.

## Название
Родовое латинское (научное) название Psammophora образовано от греческих слов psamme, psammos, — «песок», и -phoros, — «несущий». Это объясняется тем, что песок прилипает к вязкой поверхности листьев растения.
Из-за отсутствия официального русскоязычного названия рода в авторитетных источниках, вероятное произношение на русском языке может быть сформировано как «Псаммофора».

## Ботаническое описание
Представители рода — кустарники, которые могут достигать высоты до 60 см, или компактные хохлатые полукустарнички, ростом около 15 см. Листья перегнутые, мясистые, разной длины от удлиненных до коротких. В поперечном сечении они могут быть треугольной или округлой формы, с округлым выступом и часто с розоватым основанием. Поверхность образует вязкую слизь, к которой прилипают песчинки. Оттенок листьев варьирует от тускло-зеленого до голубовато-серо-зеленого.
Цветки одиночные, расположены в верхней части стебля на цветоножке, их диаметр может достигать примерно 25 мм. Цветки двустворчатые; открываются около полудня и закрываются на закате солнца; ароматные. Чашелистиков 4, они практически одинаковые. Лепестки цветка линейные и заканчиваются тупыми кончиками, их цвет может варьировать от белого до светло-фиолетового. Цветки содержат тычинки и стаминодии. Нектарник представляет собой зубчатое кольцо. Плод — плоская коробочка с 5 или 6 (в некоторых случаях 7) гнездами, которая напоминает плоды растений рода Delosperma. Края плодов расширяются параллельно, они имеют довольно длинные, округлые, светло-желтые, зубчатые, с рваной вершиной крылья. Семена имеют форму груши, покрыты небольшими бугорками и имеют светло-коричневую окраску с оранжевым оттенком.

## Экология
Растения выделяются способностью улавливать песок (псаммофория), что, возможно, служит защитой от пожирания животными и помогает защитить их от сильного ветра и инсоляции.

## Таксономия
Psammophora Dinter & Schwantes, первое упоминание в Z. Sukkulentenk. 2: 188. (1926).

### Виды
Согласно данным сайта WFO Plantlist на июнь 2023 года, род состоит из 4 видов:
- Psammophora longifolia L.Bolus
- Psammophora modesta (Dinter & A.Berger) Dinter & Schwantes
- Psammophora nissenii (Dinter) Dinter & Schwantes typus
- Psammophora saxicola H.E.K.Hartmann